# Montagnes La Cloche
Les montagnes La Cloche (en anglais : La Cloche Mountains) forment un massif montagneux qui s'élève au nord du lac Huron face à l'île Manitoulin et au sud de la ville de Grand Sudbury, dans la province de l'Ontario au Canada.

## Géographie
Les montagnes La Cloche font partie de l'ensemble géologique du bouclier canadien. Elles constituent l'un des massifs les plus élevés de la province de l'Ontario.
Les montagnes La Cloche sont délimitées par trois parcs provinciaux : 
- le parc provincial La Cloche ;
- le parc provincial Killarney ;
- le parc provincial de la Rivière-des-Français.

## Histoire
Les montagnes La Cloche sont désignées ainsi depuis l'époque de la Nouvelle-France, quand les premiers explorateurs français puis les trappeurs et coureurs des bois Canadiens-français entendirent résonner dans ces montagnes des sons leur rappelant ceux des cloches ou des tocsins,  martelés par les Amérindiens sur des rochers ou des tambours.

## Tourisme

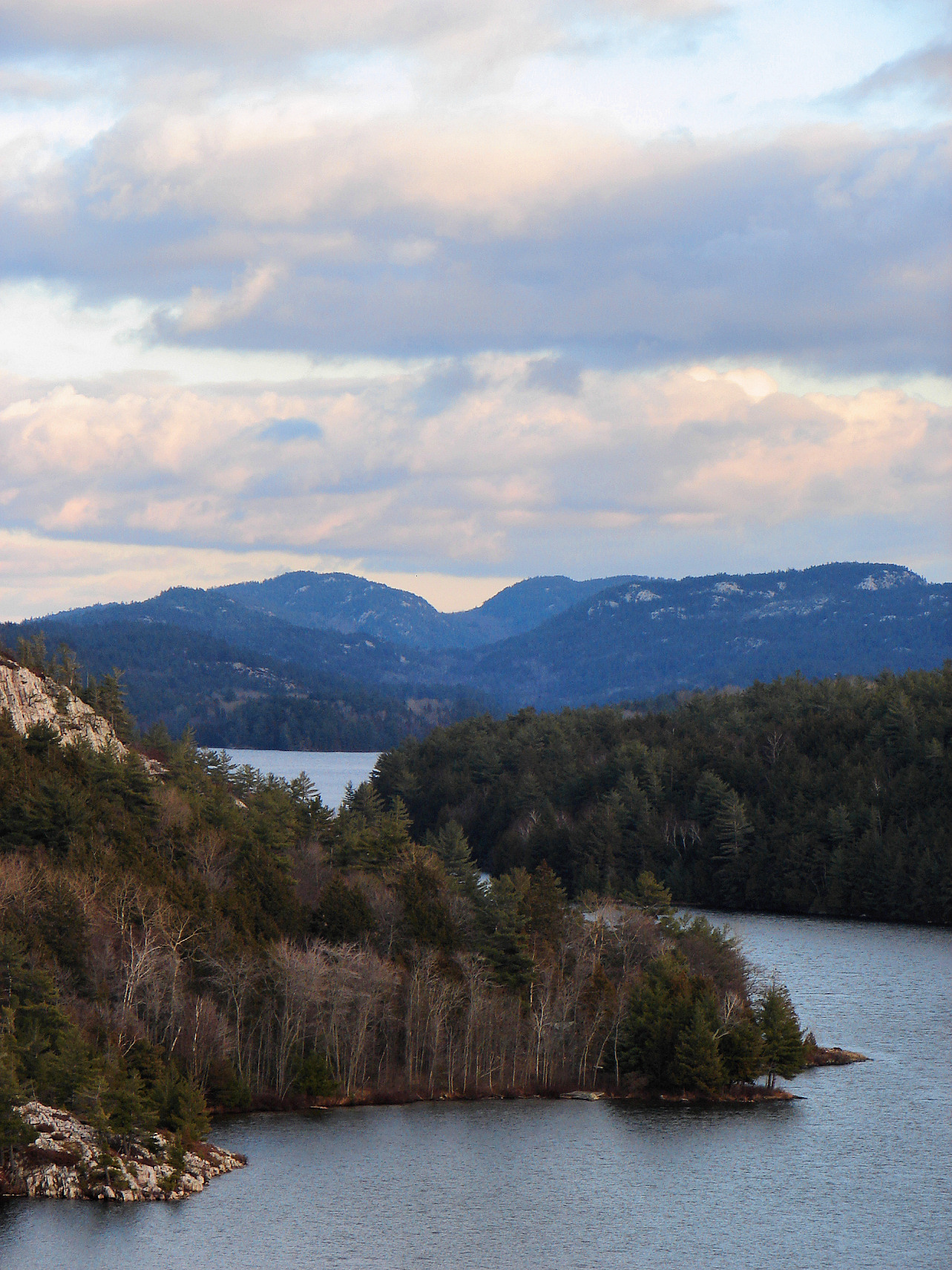
Vue des montagnes La Cloche s'élevant à l'arrière du lac Huron.

Un chemin de randonnée, appelé « sentier de La Cloche Silhouette », permet de faire du trekking sur des paysages changeants, passant des roches quartziques blanches et parfois glissantes en haute altitude, aux forêts et marécages en basse altitude.

## Liens externes

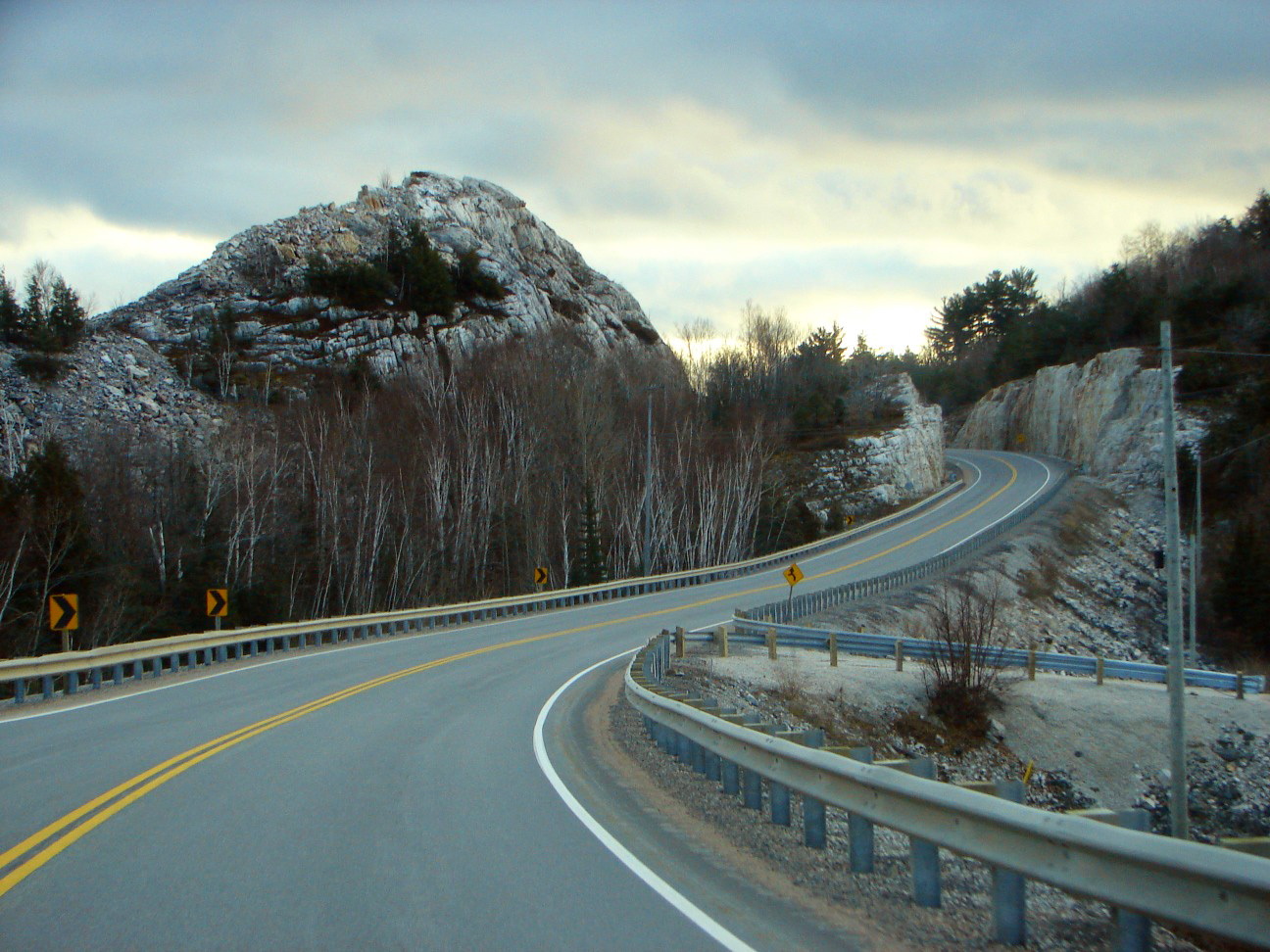
Route provinciale traversant les montagnes La Cloche.